# RpoE
Ген rpoE (РНК-полимераза, экстрацитоплазматическая E) кодирует сигма-фактор sigma-24 (σ24, sigma E или RpoE), белок Кишечной палочки и других видов бактерий. В зависимости от вида бактерий этот ген может называться sigE.
По-видимому, RpoE необходим для ответа на экзоцитоплазматический стресс. Мутировавшая Кишечная палочка без rpoE не может расти при высоких температурах (то есть выше 42 градусов C) и демонстрируют дефекты роста при более низких температурах, хотя это может быть связано с компенсаторными мутациями. У некоторых видов бактерий, таких как Clostridium botulinum, этот сигма-фактор может быть необходим для спорообразования.
Регуляция стресс-ответа RpoE модулируется Hfq в Кишечной палочке.